# Percival Frost
Percival Frost (Kingston upon Hull, 1 de setembro de 1817 – 1898) foi um matemático inglês.

## Vida
Frost nasceu em Kingston upon Hull em 1 de setembro de 1817, o segundo filho de Charles Frost. Entrou no St John's College (Cambridge) em outubro de 1835, obtendo um bacharelado em 1839 e um M.A. em 1842. Foi escolhido como primeiro Prêmio Smith em 1839, a frente de Benjamin Morgan Cowie, sendo eleito fellow do St John's College em 19 de março. Em 1841 foi ordenado diácono, e no mesmo ano desocupou esta função por ter-se casado. Lecionou matemática no Jesus College (Cambridge) de 1847 a 1859, e no King's College (Cambridge) de 1859 a 1889; mas seu trabalho principal consistia na instrução de alunos particulares, entre os quais estavam John Rigby, William Kingdon Clifford e Joseph Wolstenholme.
Foi uma personalidade de interesses amplos e realizações variadas, um hábil pianista e um pintor de sucesso em aquarela. Em 2 de junho de 1841 casou em Finchley com Jennett Louisa, filha de Richard Dixon de Oak Lodge, Finchley.
Em 1854 Frost editou as três primeiras seções de Princípios Matemáticos da Filosofia Natural, de Isaac Newton. Novas edições foram publicadas em 1863, 1878 e 1883. Em 1863 ele preparou, em conjunto com Joseph Wolstenholme, A Treatise on Solid Geometry, do qual a segunda e a terceira edições, somente de Frost, apareceram em 1875 e 1886. Hints for the Solution of Problems na terceira edição de Solid Geometry, foi publicado em 1887. Sua terceira obra, An Elementary Treatise on Curve Tracing, foi publicada em 1872.
Em 7 de junho de 1883 Frost foi admitido como Membro da Royal Society (FRS) e, no mesmo ano, eleito fellow pelo King's College (Cambridge).
Frost morreu em Cambridge em 5 de junho de 1898, em sua casa na Fitzwilliam Street, e foi enterrado em 10 de junho no Cemitério Mill Road, em Cambridge.
Além das obras mencionadas, Frost foi autor de diversos trabalhos no Cambridge Mathematical Journal, no Oxford and Cambridge Journal of Mathematics e no Quarterly Journal of Mathematics.

## Obras
- 1854: Newton's Principia, sections I,II,III with Notes and Illustrations and a Collection of Problems, link from Internet Archive
- 1863: (com Joseph Wolstenholme) A Treatise on Solid Geometry, online no HathiTrust
- 1872: An Elementary Treatise on Curve Tracing, online no HathiTrust